# پارادوکس پیتو
پارادوکس پیتو (به انگلیسی: Peto's paradox) بیان می‌دارد که در سطح گونه‌ای بروز سرطان با تعداد سلول‌های جانور ارتباط مستقیم ندارد. به‌طور عمومی با یکسان فرض کردن احتمال بروز سرطان در سلول‌ها، انتظار می‌رود هر چه تعداد سلول‌های یک جانور بیشتر باشد (یا جانور بزرگ‌تر باشد) بروز سرطان نیز بیشتر باشد، به‌طور مثال انتظار می‌رود سرطان در نهنگ‌ها بیشتر از انسان‌ها باشد اما نتایج آماری خلاف آن را نشان می‌دهد. توضیح پذیرفته شده‌ای برای این مشاهده وجود ندارد.
نام پارادوکس پیتو از نام ریچارد پیتو، همه‌گیرشناس انگلیسی، گرفته شده‌است که در سال ۱۹۷۷ با انتشار کتاب «ریشه‌های سرطان انسان» برای اولین بار بیان داشت برخلاف انتظار، انسان‌ها نرخ بروز سرطان پایین‌تری نسبت به موش‌ها دارند.